# Plantronics
Plantronics ist ein US-amerikanischer Hersteller von Headsets mit Sitz in Santa Cruz, Kalifornien.

## Geschichte
Das Unternehmen wurde 1961 von Keith Larkin und Courtney Graham gegründet. Kurze Zeit später vermarkteten sie ihr erstes Headset: Das MS50. Dieses wurde von United Airlines übernommen und Standard der Flugzeugindustrie. 1962 wurde das MS50 in den Helm eines NASA-Astronauten integriert. Plantronics wurde damit einer der wenigen namentlich erwähnten NASA-Zulieferer. 1964 erwarb Plantronics das Vorrecht, die Federal Aviation Administration (FAA) mit leichten Headsets zu beliefern. Der Astronaut Neil Armstrong, welcher als erster Mensch den Mond betrat, übermittelte am 20. Juli 1969 die ersten Worte vom Mond über ein Headset von Plantronics.

## Gegenwart

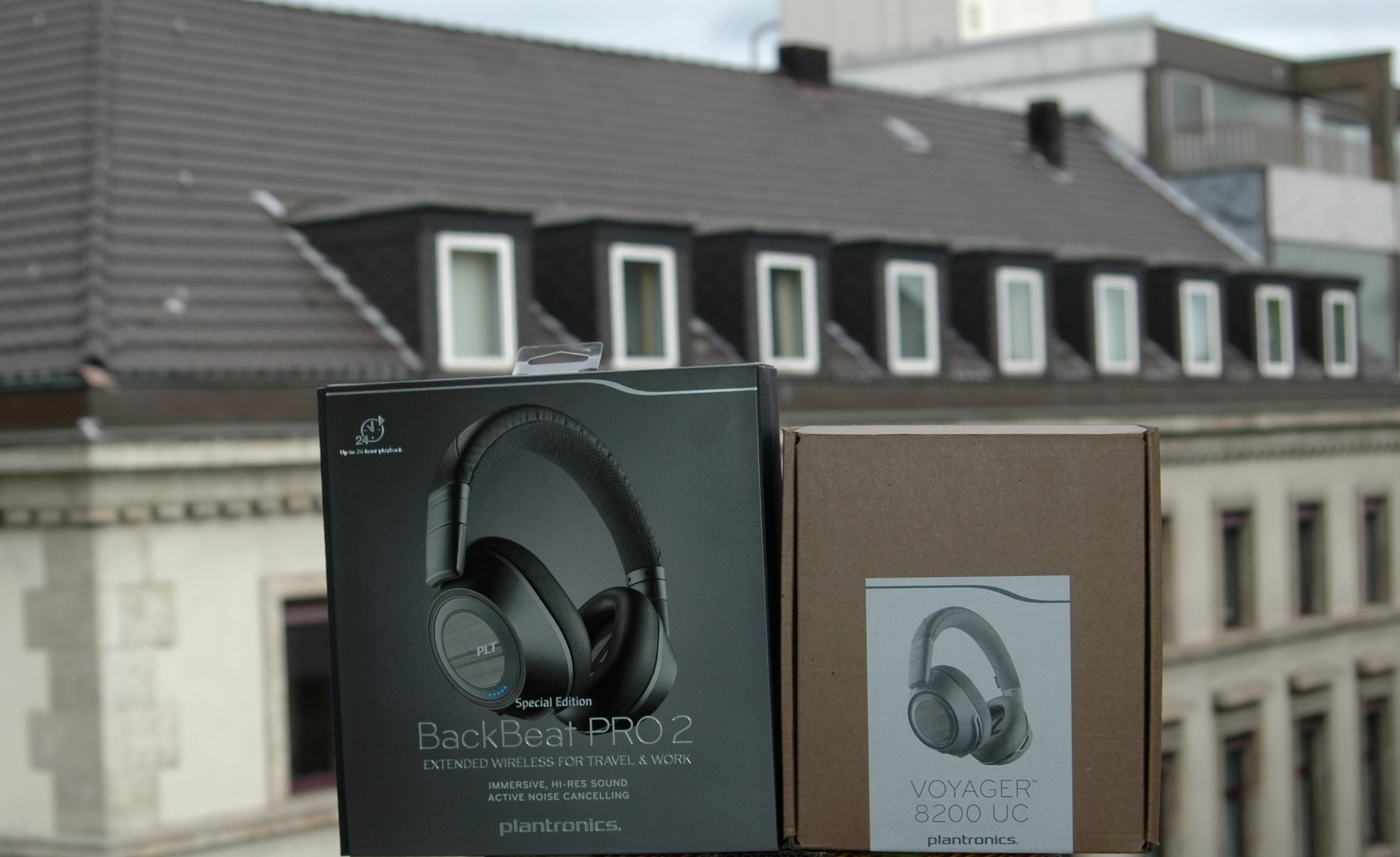
Plantronics BackBeat PRO 2 und Voyager 8200 UC Headset Box

Neben schnurgebundenen Business-Headsets, teilweise mit integriertem Verstärker und Rauschunterdrückungssystem, die vor allem in Callcentern eingesetzt werden, produziert Plantronics neben DECT-Headsets für Büro-Umgebungen auch Bluetooth-Headsets für Mobiltelefone und Headsets für Computer (teilweise mit USB-Anschluss), welche insbesondere für Computerspiele und Internet-Telefonie vorgesehen sind.
Plantronics gehört zu den ersten Unterstützern der FIDO-Allianz, die seit 2013 den Industriestandard Universal Second Factor (U2F) für eine allgemein anwendbare Zwei-Faktor-Authentifizierung entwickelt hat.
Auf der CeBIT 2015 stellte Plantronics das Headset Blackwire 725 USB mit Active-Noise-Cancelling-Technologie vor, wenig später folgte das Headset Voyager Focus UC, welches Active-Noise-Cancelling-Technologie und drahtlose Übertragung via Bluetooth für Gespräche sowohl mit einem USB-Dongle als auch zeitgleich mit einem Smartphone beherrscht (multipoint). 2016 wurde der BackBeat Pro 2 und die BackBeat Pro 2 Special Edition (SE) mit NFC-Pairing auf den Markt gebracht. 2017 wurde mit dem Voyager 8200 UC erstmals ein Business-Headset ohne Mikrofonarm, jedoch mit sechs integrierten Mikrofonen vorgestellt.
Im August 2018 wurde die Übernahme des Mitbewerbers Polycom für 2 Milliarden US-Dollar abgeschlossen. Das Unternehmen tritt seit 2019 mit der Marke Poly auf.
2022 wurde Plantronics von HP Inc. für circa 3,3 Milliarden US-Dollar übernommen und ist nun ein unselbständiges Tochterunternehmen.